# Salvachía
En náutica, la salvachía es una especie de madeja grande de filásticas, sujetas o amarradas a tramos cortos con varias vueltas bien ajustadas, que sirve de estrobo más flexible que el de cabo para varios usos que así lo requieren, como el de envolverla en un cable, obenque, etc. para enganchar un aparejo.
Es evidente que según el objeto de su aplicación, la salvachía es más o menos grande y se compone de mayor o menor número de filásticas. Tiene relación con el estrobo, del que solo difiere por su composición o construcción.